# Bumi Pajo
Bumi Pajo is een bestuurslaag in het regentschap Bima van de provincie West-Nusa Tenggara, Indonesië. Bumi Pajo telt 1778 inwoners (volkstelling 2010).